# Pavlovskpalatset

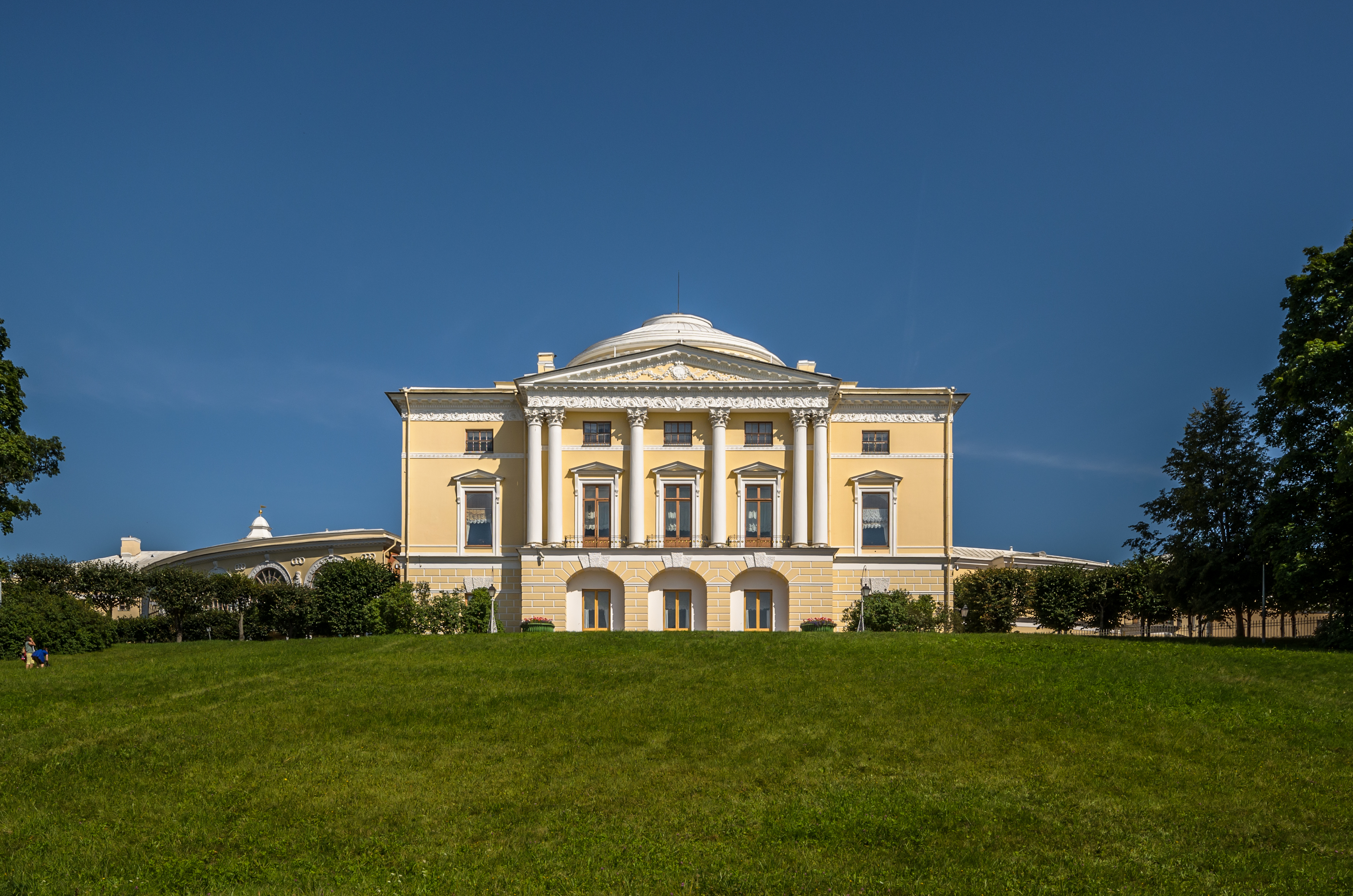
Pavlovskpalatset

Pavlovskpalatset är ett palats i Ryssland, känt som ett före detta kejserligt residens. Det ligger i Pavlovsk utanför Sankt Petersburg. Palatset uppfördes 1781-86 på order av Katarina den stora åt den senare Paul I av Ryssland.

## Historik
Katarina den stora gav palatset i gåva åt sin son och tronarvinge, storfurst Paul, och dennes maka Maria Fjodorovna (Sofia Dorotea av Württemberg). Paret bodde dock aldrig permanent i palatset utan använde det istället som förvaringsplats för den stora samling dyrbara föremål och antikviteter de hade köpt under sin rundresa i Europa. Vid sin död 1828 testamenterade Maria Fjodorovna palatset till sin son med förbehållet att palatset skulle bevaras i sitt dåvarande skick, som ett familjemuseum. Det fungerade också som ett sådant fram till ryska revolutionen 1917, även om furst Ivan Konstantinovitj av Ryssland då bodde i en av flyglarna. 
Palatset blev ett statligt museum 1917. Under andra världskriget glömdes eller evakuerades framgångsrikt palatsets inventarier innan det ockuperades av tyskarna. Tyskarna förstörde palatset under sitt återtåg, men det har sedan dess restaurerats. 